# Endlicheria bracteolata
Endlicheria bracteolata là loài thực vật có hoa trong họ Nguyệt quế. Loài này được (Meisn.) C.K.Allen miêu tả khoa học đầu tiên năm 1964.